# Echoes in Rain
"Echoes in Rain" er en single af den irske musiker Enya, der blev udgivet som den første single fra hendes album Dark Sky Island. Den blev udgivet d. 9. oktober 2015 via Warner Music.
Enya optrådte med sangen d. 13. december 2015 på Universal Studios Japan Christmas Show. I marts 2016 optrådte hun med sangen på Live! with Kelly and Michael og 7. april 2016 optrådte hun ved 2016 ECHO Award.

## Spor
Single
1. "Echoes in Rain" – 3:35

Promo
1. "Echoes in Rain" (Radio Edit) – 2:58

## Hitlister
| Hitliste (2016)                 | Højeste placering |
| ------------------------------- | ----------------- |
| Belgien (Ultratip Flanderen)    | 6                 |
| Belgien (Ultratop 50 Vallonien) | 48                |